# Spencer Dinwiddie
Spencer Gray Dinwiddie (Los Ángeles, California, 6 de abril de 1993) es un jugador de baloncesto estadounidense que pertenece a la plantilla de los Charlotte Hornets de la NBA. Con 1,96 metros de altura juega en la posición de base.

## Trayectoria deportiva

### Instituto
Asistió al instituto "William Howard Taft High School" de Woodland Hills en California, donde fue reconocido como uno de los mejores atletas desde Jordan Farmar. Promedió 5,9 puntos y 4,1 asistencias como base titular junto a su compañero DeAndre Daniels en la conclusión de su tercera temporada como júnior. Dinwiddie maximizó su juego al inicio de su último año de instituto, con un promedio de 11,2 puntos y 7,7 asistencias. Finalmente, fue reconocido como uno de los pasadores más cualificados en la historia del instituto, ayudándole a ganar el premio John R. Wooden California High School al jugador del año en 2011. Sin embargo, el jugador del instituto Long Beach Polytechnic Ryan Anderson fue nombrado California Mr. Basketball. Dinwiddie se convirtió en uno de siete jugadores en ganar el prestigioso premio en su último año como sénior. El poderoso dúo formado por Daniels y Dinwiddie ganó el campeonato de la ciudad esa temporada. Esa última temporada logró ganar la atención de las universidades de todo el país, a pesar de que optó por asistir a Colorado en lugar de Harvard, Oregon, Santa Clara, o UNLV. Fue calificado como un recluta de tres estrellas por Rivals.com y el número 25 entre los mejores proyectos de acuerdo con las posiciones.

### Universidad
En el primer partido de la temporada regular para Colorado, Dinwiddie hizo su debut universitario con una victoria de 32 puntos sobre Fort Lewis con siete puntos y siete rebotes. Anotó solo 2 de 9 tiros de campo. Dinwiddie finalmente llegó a cifras dobles en su sexta aparición, la cual fue contra Georgia. Esta fue la primera vez que había tirado por encima del 50% en tiros de campo hasta entonces. El nativo de California lideró al equipo en esta victoria y anotó tres tiros libres claves en los últimos segundos. Después de convertirse en una parte importante del programa, Dinwiddie se asoció con su compañero de primer año, Askia Booker, formando otro dúo temible en su nuevo equipo. Se combinaron para 677 puntos, lo cual marcó la historia universitaria al anotar más de 250 puntos cada uno. En la conclusión la temporada, ellos fueron los únicos jugadores de los Buffaloes en hacerlo. Dinwiddie se convirtió en miembro del equipo del Campeonato del Torneo de la Pac-12. Lideró a Colorado en porcentaje de tiros libres y ocupó el tercer lugar entre los freshman de esa categoría. Para el final de la temporada regular, Dinwiddie había ayudado al equipo a ganar su primera participación en el Campeonato de la División I de Baloncesto Masculino de la NCAA de 2012 desde la temporada 2002-03. Anotó triples con un porcentaje de acierto del 43,8%, y fue nombrado en el mejor quinteto freshman (debutante) de la Pac-12 con otros grandes nombres como Tony Wroten. También fue el único freshman (debutante) de la Pac-12 en tirar para un porcentaje de tiros de campo por encima del 40%.
Las salidas de Carlon Brown y Nate Tomlinson fueron claves en el arranque de la segunda temporada como sophomore de Spencer Dinwiddie. Al instante se convirtió en el líder del equipo con Askia Booker, ambos titulares en la zona exterior. Liderando al equipo en asistencias, llegaron al Campeonato de la División I de Baloncesto Masculino de la NCAA por segunda temporada consecutiva, en el que llegaron a la segunda ronda. Fue la primera vez que el equipo llegó veces consecutivas al torneo desde la temporada 1963. Los Buffaloes también ganaron el Charleston Classic de 2012, en el que Dinwiddie tomó el papel de alero titular en las últimas tres rondas. Fue uno de los dos jugadores del equipo en ser titular los treinta y tres partidos junto a Askia Booker. Para el final de la temporada, Booker y Dinwiddie se convirtieron en el conjunto sophomore (segundo año) en anotación más altos de la historia de la universidad. Dinwiddie lideró al equipo en asistencias veinte veces y fue el máximo anotador en quince ocasiones diferentes. Registró 29 puntos en una victoria en casa sobre Colorado State, el cual marcó su propio récord personal de anotación. El 10 de febrero de 2012, Dinwiddie registró un partido perfecto contra Oregon State, donde anotó seis de seis en tiros de campo, con 4 de 4 en triples, y 8 de 8 en tiros libres. Esto estableció el récord de la universidad para la mayoría de puntos anotados sin fallar ni un solo tiro.
Dinwddie continuó actuando como líder de los Colorado Buffaloes en el comienzo de su tercera temporada como júnior. Ayudó al equipo a ganar 14 de su primeros 16 partidos de temporada regular, lo que los hizo uno de los débiles con más éxito en el país, sobre todo derribando a los Kansas Jayhawks debido a una canasta sobre la bocina de Askia Booker. No obstante, Dinwiddie fue considerado como el catalizador de la inesperada racha de su equipo. El 21 de noviembre de 2012, anotó la mejor racha de su carrera con 14 de 15 tiros libres anotados contra Santa Barbara. Colorado logró ganar cada partido en el que su máximo anotador logró 20 o más puntos en total.
El 12 de enero de 2014 sufrió una lesión en el ligamento cruzado anterior contra Washington que puso en peligro su carrera, la cual lo forzó a estar fuera el resto de la temporada. Como su tercera temporada como júnior fue completamente interrumpida, el equipo terminó el año 7-8. Dinwiddie según los informes, se puso en contacto con Russ Paine, quien ayudó a Adrian Peterson a recuperarse de una lesión similar y convertirse en MVP de la NFL de 2012.

#### Estadísticas
| Año     | Equipo   | PJ | PT | MPP  | %TC  | %3P  | %TL  | RPP | APP | ROB | TPP | PPP  |
| ------- | -------- | -- | -- | ---- | ---- | ---- | ---- | --- | --- | --- | --- | ---- |
| 2011–12 | Colorado | 36 | 36 | 27.4 | .402 | .438 | .816 | 3.6 | 1.8 | .8  | .3  | 10.0 |
| 2012–13 | Colorado | 33 | 33 | 32.5 | .415 | .338 | .825 | 3.2 | 3.0 | 1.3 | .5  | 15.3 |
| 2013–14 | Colorado | 17 | 17 | 31.1 | .466 | .413 | .857 | 3.1 | 3.8 | 1.5 | .2  | 14.7 |
| Total   | Total    | 86 | 86 | 30.1 | .420 | .386 | .830 | 3.3 | 2.6 | 1.1 | .3  | 13.0 |

### Profesional

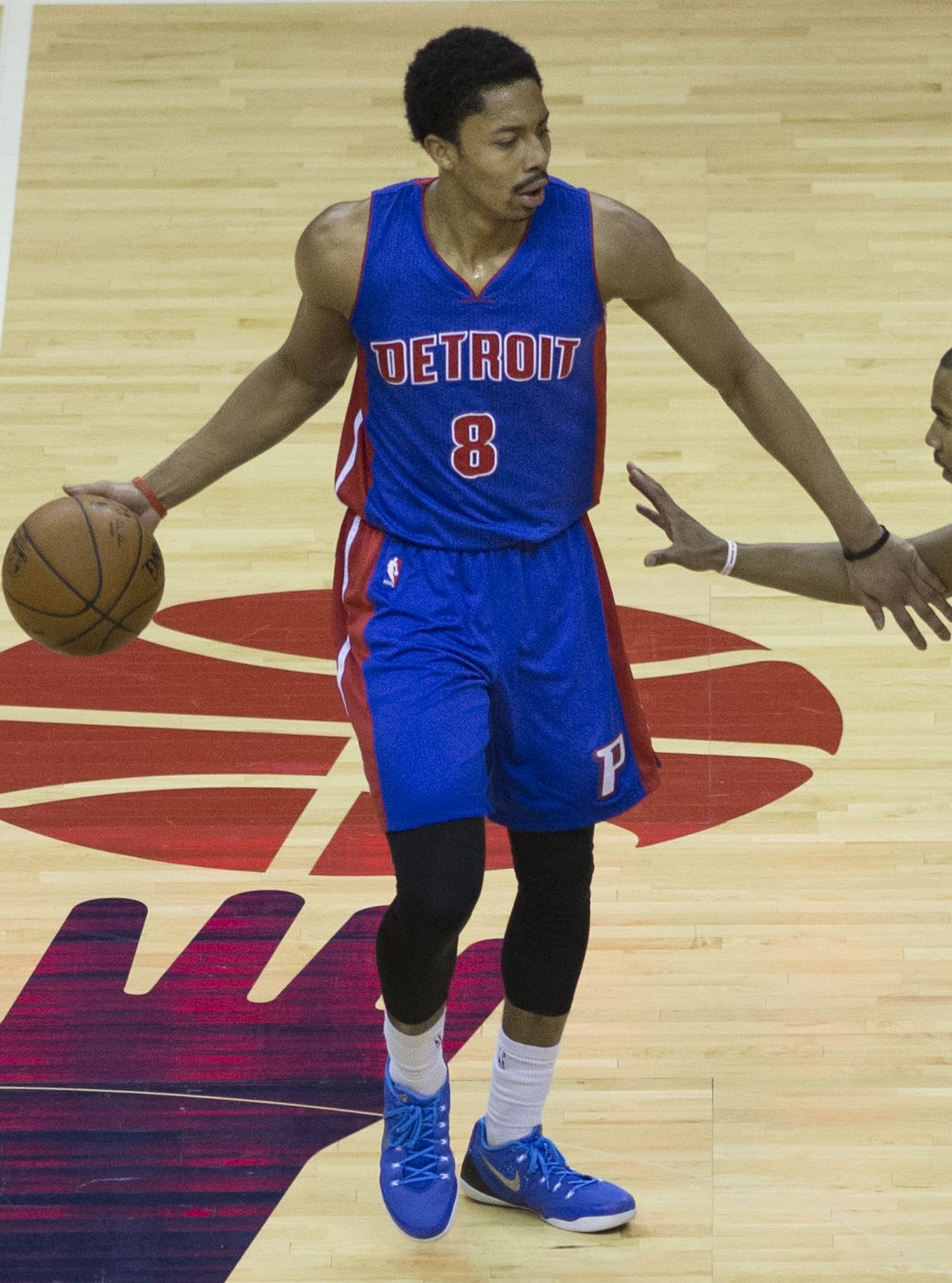
Dinwiddie con los Pistons en 2015.

El 26 de junio de 2014, Dinwiddie fue seleccionado en el puesto número 38 del Draft de la NBA de 2014 por los Detroit Pistons. El 21 de julio de 2014, firmó un contrato por tres años con los Pistons. 
Tras dos temporadas en Detroit, el 17 de junio de 2016 es traspasado a los Chicago Bulls a cambio de Cameron Bairstow, pero fue despedido antes del comienzo de la temporada 2016-17. El 1 de noviembre fichó finalmente por los Windy City Bulls de la NBA D-League como jugador afiliado, con los que comenzó la temporada.
El 8 de diciembre de 2016, ficha por los Brooklyn Nets.
En su segunda temporada en Brooklyn, el 12 de diciembre de 2018 ante Philadelphia 76ers, anota 39 puntos saliendo desde el banquillo.
Tras tres temporadas como suplente, en la 2019-20, consigue concatenar una buena racha como titular debido a la ausencia por lesión de Kyrie Irving. El 19 de diciembre de 2019 ante San Antonio Spurs, registra su récord personal de anotación con 41 puntos.
Tras cinco temporadas en Brooklyn, el 4 de agosto de 2021 se hace oficial su marcha a Washington Wizards en un sign and trade por $60 millones y 3 años.
El 2 de febrero de 2022, ante Philadelphia 76ers consigue el primer triple-doble de su carrera al registrar 14 puntos, 12 rebotes y 10 asistencias. El 10 de febrero, es traspasado junto a Dāvis Bertāns a Dallas Mavericks, a cambio de Kristaps Porziņģis. El 5 de marzo ante Sacramento Kings anota 36 puntos. El 16 de marzo ante Brooklyn Nets anota la canasta ganadora sobre la bocina.
En medio de su segunda temporada con los Mavs, el 5 de febrero de 2023 es traspasado, junto a Dorian Finney-Smith a Brooklyn Nets, a cambio de Kyrie Irving y Markieff Morris.
El 8 de febrero de 2024 es traspasado a Toronto Raptors a cambio de Dennis Schröder y Thaddeus Young, pero es cortado esa misma noche. Dos días después fichó por Los Angeles Lakers hasta final de temporada.
A finales de julio de 2024 firma por una temporada con Dallas Mavericks.
El 2 de julio de 2025 firma por una temporada con Charlotte Hornets.

## Selección nacional
Después de su segunda temporada como sophomore, se convirtió en uno de los doce atletas universitarios estadounidenses en participar en la Universiada de Verano de 2013 en Kazán, Rusia. El equipo fue derrotado en las rondas de medallas, pero tuvo el promedio más alto de asistencias del torneo.

## Estadísticas de su carrera en la NBA

### Temporada regular
| Año     | Equipo      | PJ  | PT  | MPP  | %TC  | %3P  | %TL   | RPP | APP | ROB | TPP | PPP  |
| ------- | ----------- | --- | --- | ---- | ---- | ---- | ----- | --- | --- | --- | --- | ---- |
| 2014-15 | Detroit     | 34  | 1   | 13.4 | .302 | .185 | .912  | 1.4 | 3.1 | .6  | .2  | 4.3  |
| 2015-16 | Detroit     | 12  | 0   | 13.3 | .352 | .100 | .576  | 1.4 | 1.8 | .3  | .0  | 4.8  |
| 2016-17 | Brooklyn    | 59  | 18  | 22.6 | .444 | .376 | .792  | 2.8 | 3.1 | .7  | .4  | 7.3  |
| 2017-18 | Brooklyn    | 80  | 58  | 28.8 | .387 | .326 | .813  | 3.2 | 6.6 | .9  | .3  | 12.6 |
| 2018-19 | Brooklyn    | 68  | 4   | 28.1 | .442 | .335 | .806  | 2.4 | 4.6 | .6  | .3  | 16.8 |
| 2019-20 | Brooklyn    | 64  | 49  | 31.2 | .415 | .308 | .778  | 3.5 | 6.8 | .6  | .3  | 20.6 |
| 2020-21 | Brooklyn    | 3   | 3   | 21.3 | .375 | .286 | 1.000 | 4.3 | 3.0 | .7  | .3  | 6.7  |
| 2021-22 | Washington  | 44  | 44  | 30.2 | .376 | .310 | .811  | 4.7 | 5.8 | .6  | .2  | 12.6 |
| 2021-22 | Dallas      | 23  | 7   | 28.3 | .498 | .404 | .725  | 3.1 | 3.9 | .7  | .3  | 15.8 |
| 2022-23 | Dallas      | 53  | 53  | 34.1 | .455 | .405 | .821  | 3.1 | 5.3 | .7  | .3  | 17.7 |
| 2022-23 | Brooklyn    | 26  | 26  | 35.3 | .404 | .289 | .797  | 4.1 | 9.1 | 1.1 | .3  | 16.5 |
| 2023-24 | Brooklyn    | 48  | 48  | 30.7 | .391 | .320 | .781  | 3.3 | 6.0 | .8  | .2  | 12.6 |
| 2023-24 | L.A. Lakers | 28  | 4   | 24.2 | .397 | .389 | .880  | 1.7 | 2.4 | .5  | .5  | 6.8  |
| 2024-25 | Dallas      | 79  | 30  | 27.0 | .416 | .334 | .802  | 2.6 | 4.4 | .9  | .2  | 11.0 |
| Total   | Total       | 621 | 345 | 27.7 | .414 | .333 | .796  | 3.0 | 5.1 | .7  | .3  | 13.0 |

### Playoffs
| Año   | Equipo      | PJ | PT | MPP  | %TC   | %3P  | %TL  | RPP | APP | ROB | TPP | PPP  |
| ----- | ----------- | -- | -- | ---- | ----- | ---- | ---- | --- | --- | --- | --- | ---- |
| 2016  | Detroit     | 1  | 0  | 2.0  | 1.000 | .000 | .000 | .0  | 1.0 | .0  | .0  | 2.0  |
| 2019  | Brooklyn    | 5  | 0  | 26.2 | .435  | .375 | .714 | 2.6 | 1.6 | .4  | .0  | 14.6 |
| 2022  | Dallas      | 18 | 3  | 27.8 | .417  | .417 | .821 | 2.4 | 3.6 | .8  | .3  | 14.2 |
| 2023  | Brooklyn    | 4  | 4  | 39.8 | .431  | .389 | .682 | 3.3 | 6.5 | 1.3 | .3  | 16.5 |
| 2024  | L.A. Lakers | 5  | 0  | 14.6 | .357  | .250 | .500 | 1.4 | 1.6 | .4  | .2  | 3.0  |
| Total | Total       | 33 | 7  | 26.3 | .422  | .397 | .761 | 2.3 | 3.3 | .7  | .2  | 12.5 |